# Jeff Corwin
Jeffrey Samuel Corwin (más conocido como Jeff Corwin) (11 de julio de 1967) es un presentador estadounidense de televisión, anfitrión de programas sobre animales como The Jeff Corwin Experience o Corwin's Quest, en el canal de televisión por cable "Animal Planet".

## Biografía
Hijo de un oficial de policía, Corwin pertenecía a la clase alta de Boston. Se graduó en biología y antropología y obtuvo un Máster en conservación de la fauna y de las industrias pesqueras por la Universidad de Massachusetts. En 1984 viajó por primera vez a la selva en Belice, donde contribuyó a la formación de la "Fundación Esmeralda". En 1993 intervino en la Asamblea General de las Naciones Unidas para insistir en la necesidad de conservar las selvas tropicales. 
En 1994 intervino en su primer documental para National Geographic, titulado The Jason Project, sobre el descubridor de los restos del Titanic, Bob Ballard. Poco después fue fichado por Disney Channel para realizar un programa llamado Going Wild with Jeff Corwin, y poco después por Animal Planet, para quienes realizó documentales sobre los cinco continentes —excluida la Antártida—. En 2006 comenzó una nueva serie de documentales titulada Into Alaska with Jeff Corwin para Travel Channel. También apareció en un episodio de CSI: Miami, interpretándose a sí mismo.
Actualmente vive con su esposa e hija en Marshfield, Massachusetts.
Corwin es de ascendencia rumana y húngara.

## Filmografía
- Jeff Corwin Unleashed
- The Jeff Corwin Experience
- King of the Junglehghh
- Corwin's Quest
- Going Wild With Jeff Corwin
- CSI: Miami
- Into America's West
- Planet in Peril
- Giant Monsters
- Into Alaska
- Ocean Mysteries with Jeff Corwin
- Ocean Treks with Jeff Corwin